# Pseudomys glaucus
Pseudomys glaucus  (Thomas, 1910) è un roditore della famiglia dei Muridi vissuto in Australia.

## Descrizione

### Dimensioni
Roditore di piccole dimensioni, con la lunghezza della testa e del corpo tra 93 e 95 mm, la lunghezza della coda tra 100 e 111 mm, la lunghezza del piede di 22,5 mm, la lunghezza delle orecchie di 18 mm e un peso fino a 30 g.

### Aspetto
La pelliccia è fine e densa. Le parti superiori sono grigio-bluastre, mentre le parti ventrali sono bianche. I piedi sono molto sottili. La coda è più lunga della testa e del corpo ed è uniformemente bianca.

## Distribuzione e habitat
Questa specie è vissuta in epoca storica nel Queensland e nel Nuovo Galles del Sud settentrionale.

## Conservazione
La IUCN Red List, considerato che nessun individuo è stato più osservato dal 1956, classifica P. glaucus come specie estinta (EX).